# Costa Smeralda (paquebot)
Pour les articles homonymes, voir Costa Smeralda.
 (mars 2020).
Si vous disposez d'ouvrages ou d'articles de référence ou si vous connaissez des sites web de qualité traitant du thème abordé ici, merci de compléter l'article en donnant les références utiles à sa vérifiabilité et en les liant à la section « Notes et références ».
Le Costa Smeralda est paquebot de croisières de la compagnie italienne Costa Croisières. Il est le deuxième navire de classe Excellence après l'AIDAnova, classe comprenant au total neuf navires du groupe Carnival, dont le Costa Toscana déjà mis en service (2022). A quasi égalité avec ce dernier, il est actuellement le plus gros paquebot européen et un des plus gros paquebot au monde, devant les autres navires de la classe Excellence.
Sa propulsion est au gaz naturel liquéfié (GNL). Il s'agit d'un des deux plus gros navires de la flotte Costa et de ceux battant pavillon italien, un des plus gros navire au monde). Construit par les chantiers navals Meyer Werft à Turku en Finlande, il a été livré le 11 décembre 2019, après un retard de presque deux mois nécessitant l'annulation de nombreuses réservations. Il était aussi le 10 ème plus grand paquebot du monde en 2025. Et navigue la plupart du temps en Méditerranée.

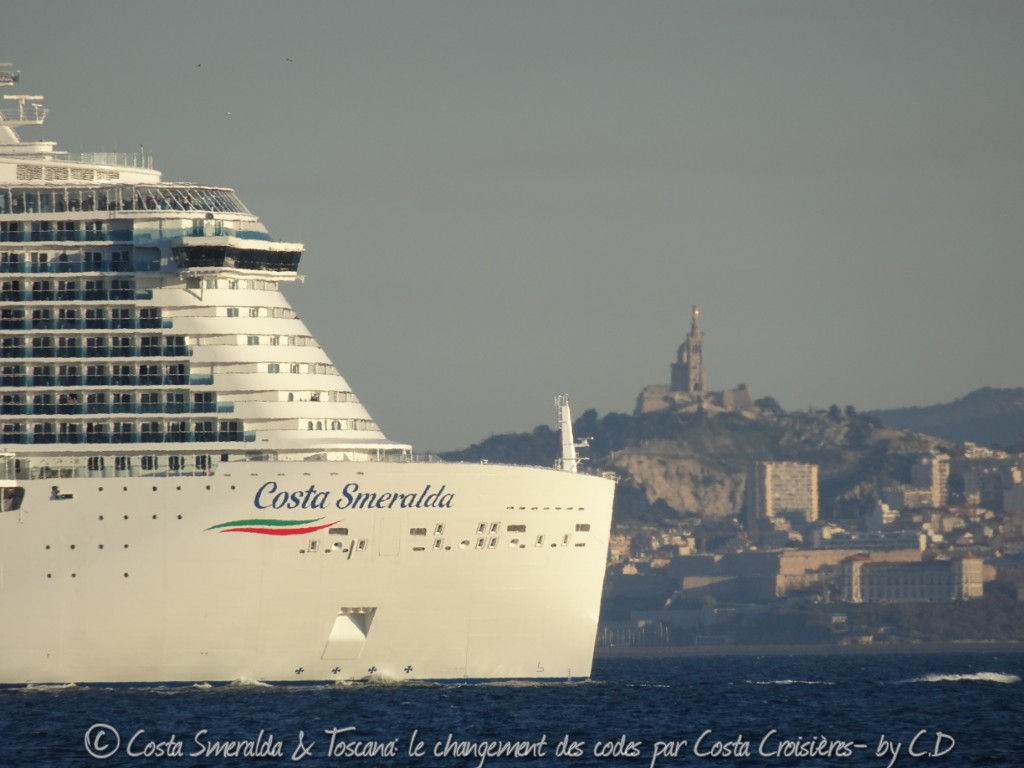
Costa Smeralda & Toscana.

## Histoire
Le Costa Smeralda est l’un des plus gros navires de croisière du monde. Mesurant 337 mètres de long pour une largeur de 50 mètres, un tirant d'eau de 8,8m et une jauge atteignant 185.010 UMS, il peut accueillir jusqu’à 6554 passagers. Deuxième navire au monde avec une propulsion au GNL, il dispose de moteurs capables de fonctionner indifféremment au GNL ou au diesel marin. 

### Commande
Le 15 juin 2015, Carnival Corporation a annoncé une commande de quatre navires de croisière d'environ 180 000 tonneaux alimentés au gaz naturel liquéfié (GNL) au chantier Meyer Turku en Finlande (filiale de Meyer Werft) l'un des navires étant finalement construit pour Costa.
Le 13 septembre 2017, Costa a annoncé le nom de son premier navire propulsé au GNL sous le nom de Costa Smeralda, d'après la Costa Smeralda ("Côte d'émeraude") en Sardaigne, lors de la cérémonie de coupe du navire au chantier naval de Meyer Turku. Le 4 juillet 2018 a marqué le début de l'assemblage de la coque du navire avec sa cérémonie de pose de quille et sa cérémonie de pièces. La mise à flot de l'imposant navire eut lieu le 15 mars 2019. Le navire a commencé une série d'essais en mer le 7 octobre 2019. Une série distincte d'essais en mer a commencé le 16 novembre 2019 et s'est terminée avec succès peu de temps après.
Meyer Turku a construit le navire avec l'aide de son chantier jumeau, Neptun Werft, en fournissant une section contenant les machines principales et auxiliaires du navire et les systèmes connexes.

### Livraison
La livraison de Costa Smeralda a été entachée par de longs retards de construction qui ont reporté ses débuts de deux mois et ont fait perdre à Costa les premières festivités inaugurales, y compris son voyage inaugural, qui étaient prévues pour le navire. Les deux reports de livraison du Costa Smeralda marquent quatre retards importants dans la construction et la livraison d'un navire de classe Excellence, après qu'AIDAnova ait également connu deux reports de livraison en 2018 à Meyer Werft.
Le navire devait initialement être livré en octobre 2019. Ses débuts devaient avoir lieu le 20 octobre 2019, avec une croisière inaugurale de 15 jours de Hambourg à Savone. Sa cérémonie de baptême devait avoir lieu le 3 novembre 2019 à Savone, après quoi il commencerait à croiser en Méditerranée occidentale. 
Le 16 septembre 2019, Meyer Turku et Costa ont annoncé que la livraison de Costa Smeralda serait reportée d'environ un mois, jusqu'à la mi-novembre 2019, invoquant des complexités techniques avec la construction. Toutes les croisières et cérémonies prévues avant cette date ont ensuite été annulées et la croisière inaugurale du navire a été reportée au 30 novembre 2019 et transférée de Hambourg à Savone. Le 29 octobre 2019, Meyer Turku a annoncé un deuxième report de livraison pour Costa Smeralda et a réaffirmé les complexités comme raison pour pousser le calendrier du projet au-delà du calendrier prévu. Le voyage inaugural de Savone a été reporté au 21 décembre 2019.
Le 5 décembre 2019, Meyer Turku a officiellement livré Costa Smeralda à Costa au chantier naval Meyer Turku. Il rejoint son port d'attache, Savone, avec des escales prévues à Barcelone et Marseille afin d'être présenté aux voyagistes. Les grèves en France contre la réforme des retraites font annuler son passage à Marseille qui était prévu le 19 décembre 2019.

### Chiffres
La construction d'un tel navire représente environ 190.000 plaques d’acier, 240.000 profilés métalliques, 3000 kilomètres de câbles, 320 kilomètres de tuyauteries (10.000 conduites) et l’assemblage de 60.000 éléments préfabriqués et plusieurs dizaines de blocs, les plus gros pesant près de 1000 tonnes.

## Caractéristiques

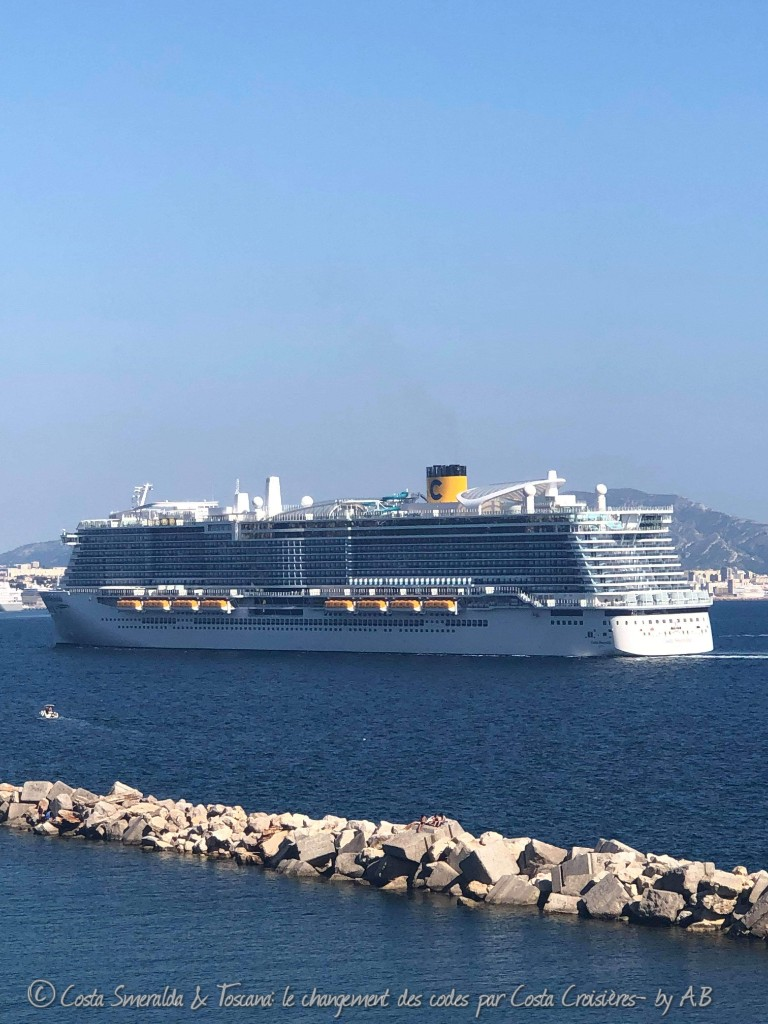
Costa Smeralda & Toscana.

### Ponts

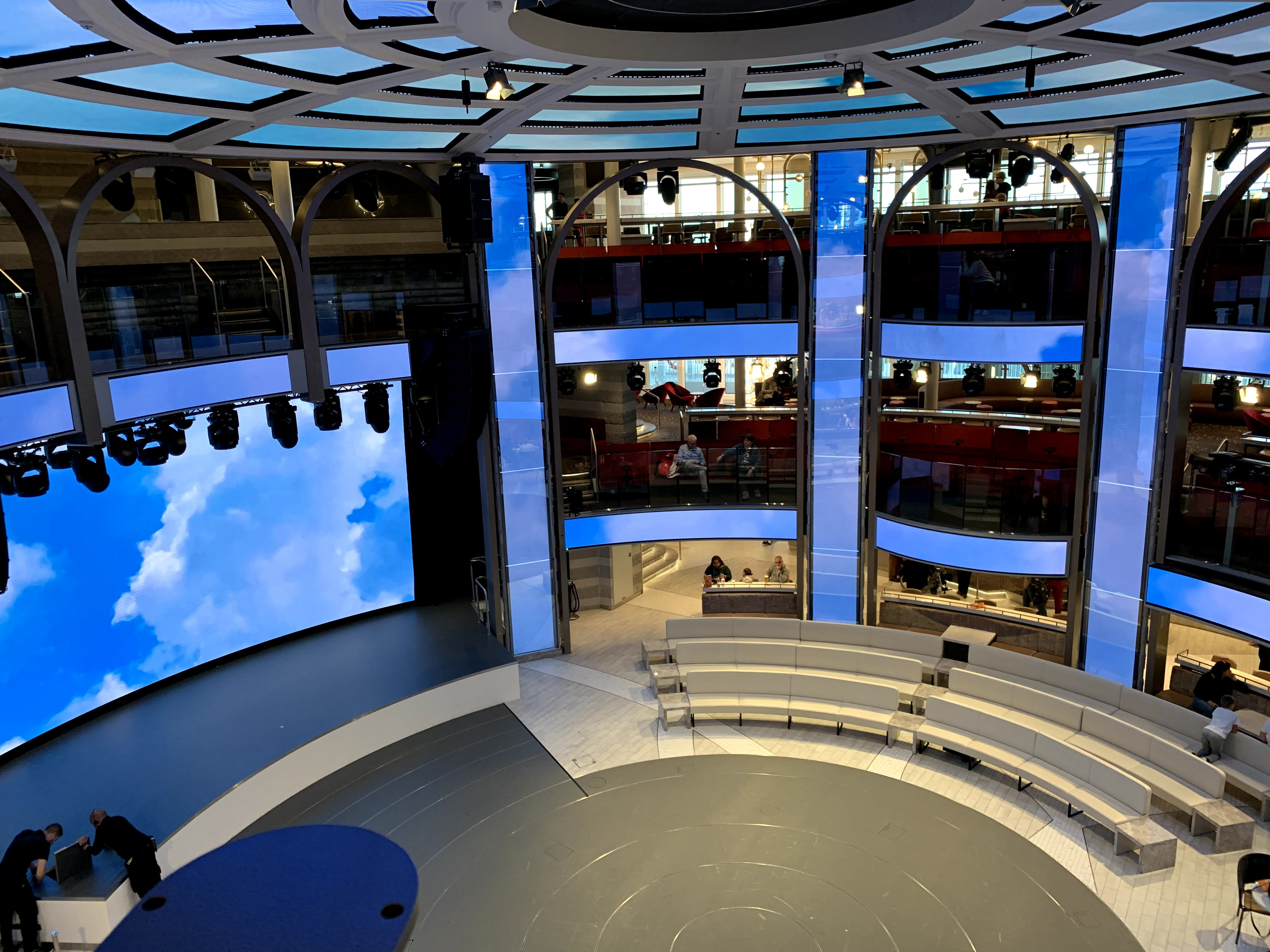
L'atrium Colosseo, ponts 6,7 et 8

Les ponts et espaces publics sont nommés en l'honneur des plus célèbres lieux et places d’Italie.
Le navire compte 11 restaurants, 19 bars, un centre de bien-être, des lieux de spectacles, un parc aquatique avec toboggans, quatre piscines, plusieurs jacuzzis et un espace entièrement destiné aux enfants. Le Costa Smeralda a également son propre musée, le Costa Design Museum, situé au pont 7 du navire
Les ponts sont nommés en hommage à de célèbres localités d'Italie :
- 3 Stromboli
- 4 Palermo
- 5 Taormina
- 6 Matera
- 7 Positano
- 8 Capri
- 9 Napoli
- 10 Roma
- 11 Firenze
- 12 Genova
- (pas de pont 13)
- 14 Venezia
- 15 Milano
- 16 Como
- 17 Bellagio
- 18 Torino
- 19 Cortina
- 20 Trieste

Le paquebot dispose de plusieurs piscines (la principale couverte par un vaste dôme transparent), un parc aquatique et des boutiques, d'une scène extérieure avec gradins et écran géant située à l'arrière (Piazza di Spagna) : l'accès à cette partie du navire est orné d'une haute sculpture de femme en acier chromé réalisée pour Costa par l'artiste italien Daniele Basso : Les plis de la vie

### Caractéristiques techniques
Le navire est pourvu de deux ailerons stabilisateurs rétractables, quatre propulseurs d’étrave et comme propulseurs principaux deux azipods, moteurs électriques orientables. Ses moteurs 4 MaK 16 M 46 DF le propulsent à la vitesse de 20 nœuds en croisière, et plus de 21,5 nœuds à pleine puissance.